# Evangeliario di Echternach
L'Evangeliario di Echternach è un codice miniato dell'VIII secolo proveniente dalla biblioteca dell'abbazia lussemburghese di Echternach e ora conservato alla Biblioteca nazionale di Francia (ms. Latin 9389).

## Storia
Intorno al 690, il manoscritto fu probabilmente donato a san Villibrordo  prima che partisse per la Frisia per evangelizzare i pagani. Il manoscritto fu probabilmente commissionato dal suo padre spirituale, Egberto, un missionario proveniente dal Regno di Northumbria e fuggito in Irlanda. Alcuni studiosi sostengono che sia stato realizzato nell'Abbazia di Rathmelsigi in Irlanda, altri, basandosi sul tipo di scrittura, favoriscono un'origine nordumbra, molto simile a quella dell'Evangeliario di Durham. Tuttavia la scrittura potrebbe anche essere spiegata dall'origine nordumbra di Egberto.
Il manoscritto è stato scritto e decorato rapidamente ed è di piccolo formato per essere facilmente trasportato. La scrittura è minuscola, con pochissime iniziali e senza pagine decorate a tappeto.
Villibrordo riuscì a diffondere la fede cristiana in Frisia, divenne vescovo di Utrecht e fondò l'abbazia di Echternach che fa parte del territorio del Lussemburgo, dove fino alla rivoluzione francese il manoscritto fu conservato.
Nel 1802, dopo la trasformazione della regione in un dipartimento francese, il bibliofilo lorenese Jean-Baptiste Maugérard, inviato per conto dello stato francese, sequestrò diversi manoscritti tra i quali l'Evangeliario. Da allora il manoscritto è conservato nella Biblioteca nazionale di Francia e nel 1806 è stato corredato di una rilegatura sulla cui copertina è raffigurato l'imperatore con le armi .

## Descrizione
Il colophon del folio 222v, probabilmente copiato dallo scriba sul manoscritto modello, indica che il testo fu corretto nel 558 da Eugippio, abate di un monastero vicino a Napoli, seguendo un altro manoscritto di proprietà di san Girolamo. Ma il testo, lontano da quello della Vulgata, è vicino a quelli realizzati negli scriptoria irlandesi nello stesso periodo, con un sommario identico all'Evangeliario di Durrow  o al Libro di Kells ed è anche molto vicino al testo dell'Evangeliario di Mac Durnan e dell'Evangeliario di Máel Brigte Martin McNamara,
Il manoscritto contiene quattro miniature a pagina intera, che rappresentano i simboli degli evangelisti.

### L'uomo: simbolo di Matteo

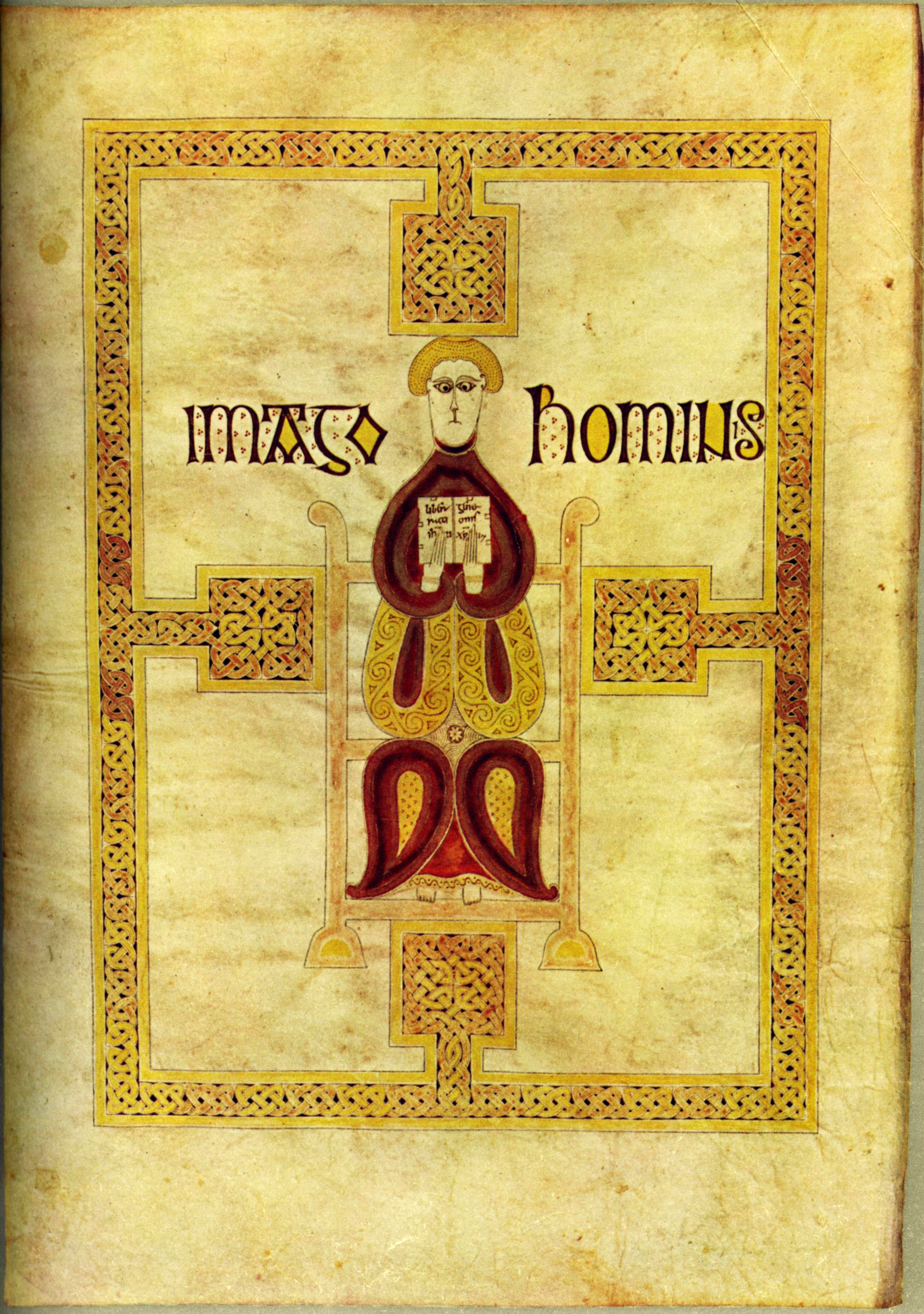
Evangeliario di Echternach - L'immagine che raffigura San Matteo

San Matteo è simboleggiato dalla figura di un uomo e ai lati della testa è scritto  "IMAGO HOMINIS", immagine dell'uomo.   La figura tiene in mano un libro aperto che contiene le prime parole del Vangelo: Liber generationis Ihesu Christi. Gli occhi dell'evangelista sono socchiusi e abbassati verso il libro come se stesse leggendo. Egli porta la tonsura in stile romano e non irlandese, a differenza delle immagini dell'Evangeliario di Durrow.
Egberto, il probabile committente, era un monaco nordumbro che contribuì a diffondere questa usanza del monachesimo romano in alternativa al monachesimo irlandese. La posizione della figura, seduta su un trono, e la sua posizione di lettore lo identificano con l'evangelista Matteo. La posizione del suo corpo e quella della cornice intrecciata forma una croce stilizzata.

### Il leone simbolo di Marco
Una delle miniature più famose dell'arte miniaturistica irlandese è il leone, simbolo dell'evangelista Marco.
Il leone dell'Evangeliario di Echternach è raffigurato rampante e dinamico, in contrasto con la cornice lineare sullo sfondo. Questa rappresentazione del leone è simile ad alcuni modelli di ispirazione pittorica.

### L'aquila: simbolo di GIovanni
Anche in questo caso, la miniatura gioca sul contrasto tra le linee curve dell'aquila, simbolo dell'evangelista Giovanni disegnata in parte con un compasso, e la cornice rettilinea che la racchiude quasi come in una gabbia.

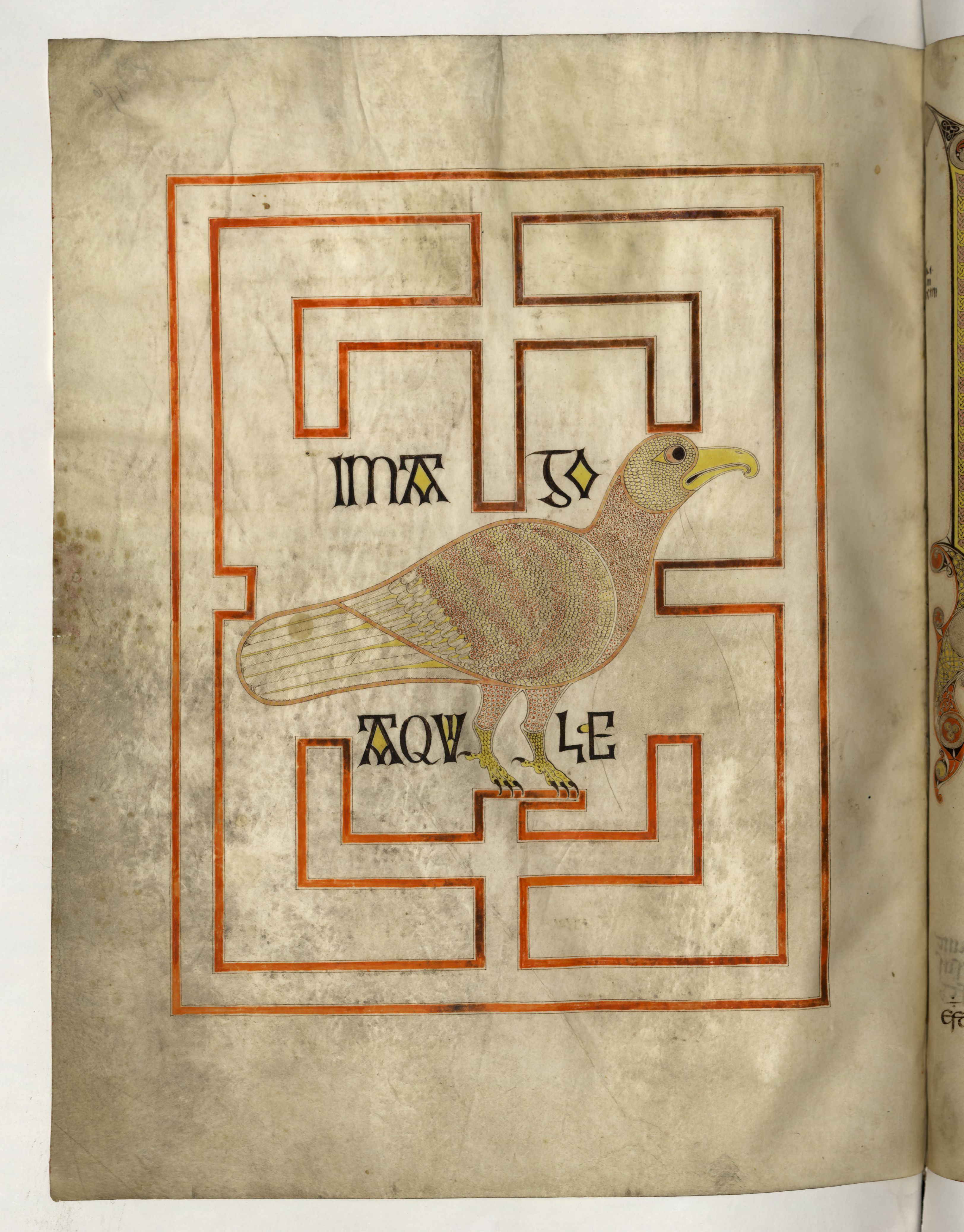
Evangeliario di Echternach - Simbolo di San Giovanni